# Jamie Raskin
Jamin Ben Raskin, detto Jamie (Washington, 13 dicembre 1962), è un avvocato e politico statunitense, membro della Camera dei rappresentanti per lo stato del Maryland dal 2017. In precedenza è stato membro del Senato dello Stato del Maryland dal 2007 al 2016.
Al Congresso, Raskin è presidente della sottocommissione per i diritti civili e le libertà civili e co-presidente del Congressional Freethought Caucus. È stato anche il principale responsabile del secondo impeachment del presidente Donald Trump in risposta all'attacco al Campidoglio degli Stati Uniti. Prima della sua elezione al Congresso, è stato professore di diritto costituzionale presso l'American University Washington College of Law.

## Biografia
Raskin nasce a Washington nel 1962 da una famiglia ebrea, figlio dell'attivista progressista Marcus Raskin, membro dello staff del Presidente John F. Kennedy e di Barbara (nata Bellman) Raskin, giornalista e scrittrice. Gli antenati di Raskin emigrarono negli Stati Uniti dalla Russia. Si è diplomato alla Georgetown Day School nel 1979 all'età di 16 anni, e alla Harvard College nel 1983 con un Bachelor of Arts in teoria politica. Nel 1987, si è laureato in giurisprudenza magna cum laude alla Harvard Law School, dove è stato anche redattore della Harvard Law Review.
Raskin è stato professore di diritto costituzionale presso l'American University Washington College of Law per più di 25 anni, e lì ha insegnato anche alla futura collega responsabile dell'impeachment Stacey Plaskett. Dal 1989 al 1990, Raskin è stato consigliere generale della National Rainbow Coalition di Jesse Jackson.  Nel 1996, ha rappresentato Ross Perot per quanto riguarda l'esclusione di Perot dai dibattiti presidenziali degli Stati Uniti del 1996. Raskin ha scritto un editoriale sul Washington Post in cui condannava fermamente la Commissione elettorale federale e la Commissione sui dibattiti presidenziali per le loro decisioni.
Nel novembre 2006, è stato eletto senatore dello stato del Maryland dove resta fino al 2016.

## Alla Camera degli Stati Uniti

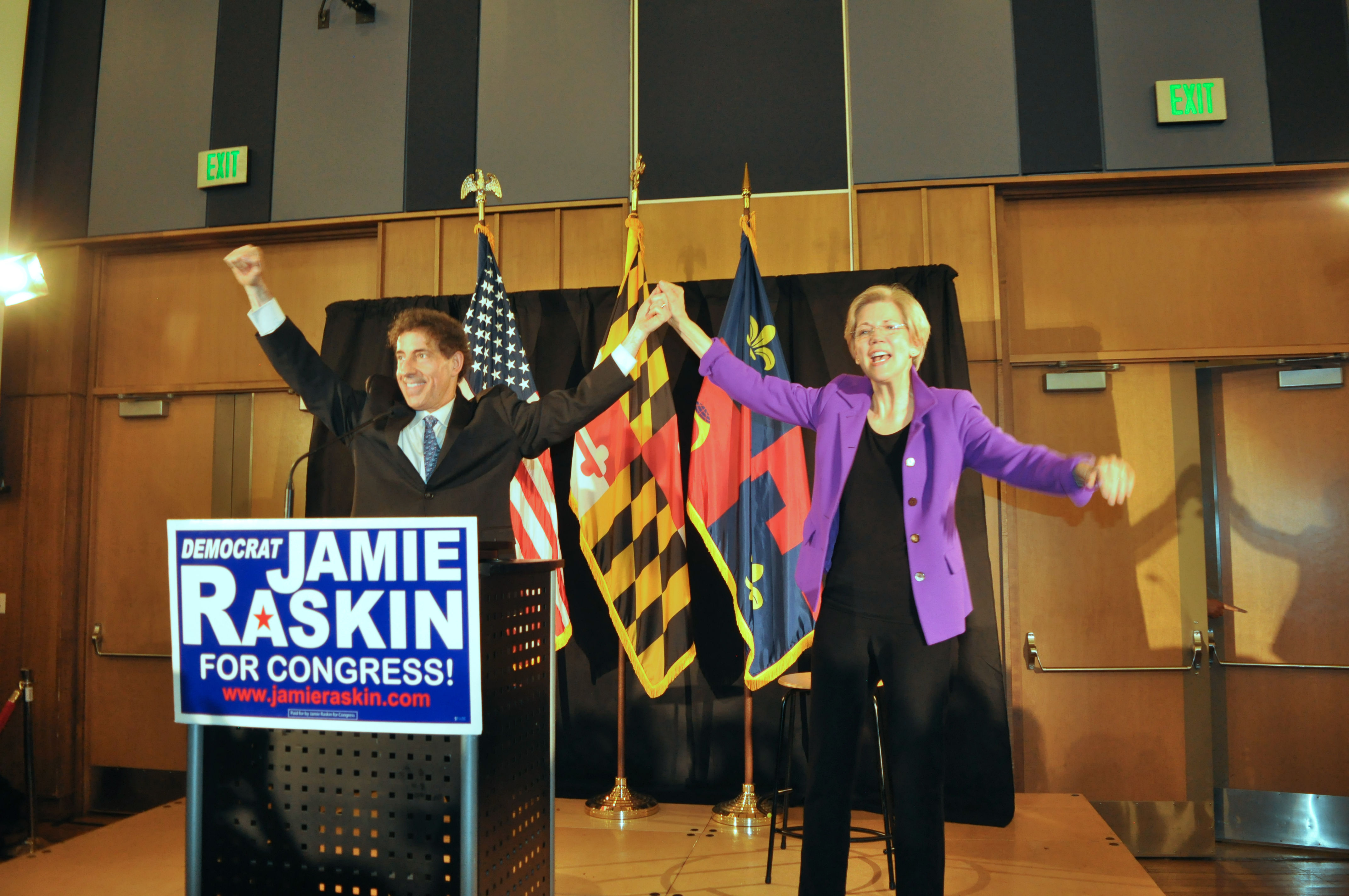
Raskin conduce la campagna elettorale del 2016 insieme alla senatrice Elizabeth Warren

Nell'aprile 2015 annuncia la sua candidatura alla Camera dei rappresentanti per l'ottavo distretto del Maryland dopo che l'uscente Chris Van Hollen aveva deciso di lasciare il seggio per candidarsi al Senato. Raskin vinse quelle affollate primarie democratiche con sette candidati con il 33% dei voti per poi vincere facilmente con il 60% in un distretto fortemente democratico le elezioni generali dell'8 novembre contro il repubblicano Dan Cox.
Tra le sue prime azioni al Congresso, Raskin e altri membri della Camera dei rappresentanti si sono opposti alla certificazione delle elezioni presidenziali del 2016 a favore di Donald Trump a causa di presunti legami con la Russia e dell'interferenza della Russia nelle elezioni del 2016. L'allora vicepresidente Joe Biden ha escluso la loro obiezione perché doveva essere sponsorizzata da almeno un membro di ciascuna camera e non aveva uno sponsor del Senato. Raskin ha messo in dubbio la legittimità delle elezioni, sostenendo che erano "gravemente contaminate da tutto, dal sabotaggio informatico di Vladimir Putin, alla deliberata cancellazione degli elettori da parte dei repubblicani in numerosi stati oscillanti". Alla fine di giugno 2017, Raskin è stato lo sponsor principale della legislazione per istituire una commissione di "sorveglianza" del Congresso con l'autorità di dichiarare un presidente "incapace" e rimuoverlo dall'incarico ai sensi del 25° emendamento alla Costituzione degli Stati Uniti.
Nell'aprile 2018, Raskin, insieme a Jared Huffman, Jerry McNerney e Dan Kildee, ha lanciato il Congressional Freethought Caucus. I suoi obiettivi dichiarati includono "spingere la politica pubblica formata sulla base della ragione, della scienza e dei valori morali", promuovere la "separazione tra chiesa e stato" e opporsi alla discriminazione contro "atei, agnostici, umanisti, ricercatori, persone religiose e non religiose". Huffman e Raskin sono copresidenti.
Raskin sostiene il divieto di discriminazione basata sull'orientamento sessuale e l'identità di genere. Nel 2019 ha votato a favore dell'Equality Act e ha esortato i membri del Congresso a fare lo stesso.

## Vita privata
Raskin è sposato con Sarah Bloom Raskin, che è stata Commissario per la regolamentazione finanziaria del Maryland dal 2007 al 2010. Sarah Bloom è stata nominata dal presidente Barack Obama nel consiglio della Federal Reserve il 28 aprile 2010. Il 4 ottobre 2010, ha prestato giuramento come governatore del consiglio della Federal Reserve dal presidente della Fed Ben Bernanke. È stata poi nominata nel 2022 dal presidente Joe Biden per assumere la presidenza del consiglio della Federal Reserve, ma i repubblicani hanno boicottato la sua audizione in commissione e Joe Manchin si è opposto a causa delle sue opinioni sull'uso della politica monetaria per affrontare il cambiamento climatico. Dato quello stallo, ha ritirato la sua nomina.  È stata vice segretario al Tesoro degli Stati Uniti dal 19 marzo 2014 al 20 gennaio 2017.
Vivono a Takoma Park, nel Maryland. Hanno due figlie adulte, Hannah e Tabitha, e hanno avuto un figlio, Thomas (Tommy), morto suicida il 31 dicembre 2020 all'età di 25 anni.  Il 4 gennaio 2021, Raskin e sua moglie hanno pubblicato online un tributo al figlio in cui si affermava che era morto suicida a seguito di una lunga battaglia contro la depressione. In una nota di addio, Thomas ha scritto: "Per favore perdonatemi. La mia malattia ha vinto oggi. Prenditevi cura l'uno dell'altro, degli animali e dei poveri globali. Tutto il mio amore, Tommy". Thomas è stato sepolto il 5 gennaio 2021. Il giorno seguente, Raskin era in Campidoglio con sua figlia e suo genero durante l'attacco al Campidoglio del 6 gennaio.  Ore dopo iniziò a redigere un articolo di impeachment contro il presidente Donald Trump, e sei giorni dopo, la presidente della Camera Nancy Pelosi nominò Raskin il principale responsabile del secondo impeachment di Trump. Il suo libro, Unthinkable: Trauma, Truth, and the Trials of American Democracy (2022), si concentra sulla vita di suo figlio e sulla sua preparazione per il processo di impeachment.
Raskin è vegetariano dal 2009.